# فرقة بقعة الحبر
فرقة بقعة الحبر (بالإنجليزية: The Ink Spots)‏ فرقة موسيقى الجاز الصوتية الأمريكية التي اكتسبت شهرة عالمية في ثلاثينيات وأربعينيات القرن العشرين. أنذر أسلوبهم الموسيقي الفريد بأنواع الإيقاع والبلوز والروك آند رول الموسيقية ، والنوع الفرعي دو ووب . تم قبول فرقة بقع الحبر على نطاق واسع في كل من المجتمعات البيضاء والسوداء ، ويرجع ذلك إلى حد كبير إلى أسلوب القصص الذي قدمه المغني الرئيسي بيل كيني للمجموعة.

## روابط خارجية
- صفحة قاعة مشاهير المجموعة الصوتية على The Ink Spots
- موقع معلومات بقع الحبر
- تسجيلات بقع الحبر في تسجيلات التسجيلات التاريخية الأمريكية .